# Jealous Lover (Ashland High)
Jealous Lover è un singolo degli Ashland High, gruppo musicale cantante statunitense Trace Cyrus, pubblicato il 1º gennaio 2012. Il brano è stato prodotto dai The Lost Boys e mixato da Nicolas Roberge, ed è il primo brano estratto dal mixtape Geronimo (uscito in concomitanza con il video).
Lo stesso giorno è stato pubblicato sul canale YouTube della SMHP Records anche il video musicale del brano.
Il videoclip è stato girato interamente dal team Transparent Agency in California.

## Tracce
Download digitale
1. Jealous Lover - 4:03